# Skrajna desnica
Skrajna desnica je umestitev političnih nazorov na političnem spektru. Skrajno desnico še posebej zaznamujejo skrajen nacionalizem, nativizem, avtoritarna nagnjenja in splošen organističen pogled na svet (tj. prepričanje, da družba oz. skupnost nujno deluje kot organizirana in homogena celota, zaradi česar je ohranjanje neke družbene heterogenosti pri ustvarjanju ali ohranjanju etnične, narodne, verske ali rasne skupnosti škodljivo in tako politično nezaželeno). Za to uporabljajo skrajne prijeme doseganja cilja, kot je etnično čiščenje.
Tekom zgodovine se je kot skrajno desne ideologije opredeljevalo predvsem fašizem in nacizem. Sodobne ideologije, ki veljajo za skrajno desne, vključujejo neofašizem, neonacizem, tretjo pozicijo, alternativno desnico in pa ostale ideologije, ki vključujejo ultranacionalistične, šovinistične, ksenofobne, rasistične, protikomunistične ali reakcionarne nazore. Skrajno desni nazori se potencialno udejanjajo prek družbenega zatiranja, nasilja, prisilne asimilacije, etničnega čiščenja ali genocida nad družbenimi skupinami, ki veljajo za manjvredne ali nevarne »domači« etnični skupini, narodni skupnosti, državi, narodni religiji, prevladujoči kulturi ali ultrakonzervativni tradicionalni družbeni ureditvi.